# Okręg wyborczy Wills
Okręg wyborczy Wills (ang. Division of Wills) – jednomandatowy okręg wyborczy do Izby Reprezentantów Australii, położony w północnej części Melbourne. Pierwsze wybory odbyły się w nim w 1949 roku, jego patronem jest dziewiętnastowieczny eksplorator William John Wills. 

## Lista posłów
| okres urzędowania | poseł          | przynależność                                                                              |
| ----------------- | -------------- | ------------------------------------------------------------------------------------------ |
| 1949-1955         | Bill Bryson    | Australijska Partia Pracy (1949-1955) Australijska Partia Pracy (Antykomunistyczna) (1955) |
| 1955-1980         | Gordon Bryant  | Australijska Partia Pracy                                                                  |
| 1980-1992         | Bob Hawke      | Australijska Partia Pracy                                                                  |
| 1992-1996         | Phil Cleary    | niezrzeszony                                                                               |
| 1996-2016         | Kelvin Thomson | Australijska Partia Pracy                                                                  |
| od 2016           | Peter Khalil   | Australijska Partia Pracy                                                                  |

źródło: 